# La Dernière Lettre
Pour plus de détails, voir Fiche technique et Distribution.
La Dernière Lettre est un film français réalisé par Frederick Wiseman et sorti en 2002.

## Synopsis
1941. Médecin russe dans une petite ville d'Ukraine, Anna Semionovna écrit une dernière lettre à son fils. Elle sera exécutée par les Allemands quelques jours plus tard.

## Fiche technique
- Titre : La Dernière Lettre
- Réalisation : Frederick Wiseman
- Scénario : Véronique Aubouy, d'après le chapitre 17 de  Vie et Destin de Vassili Grossman
- Photographie : Yorgos Arvanitis
- Son :  François Waledisch
- Mixage : William Flageollet
- Montage :  Frederick Wiseman et Luc Barnier
- Sociétés de production : Idéale Audience - Zipporah Films - Arte France Cinéma
- Pays de production :  France
- Durée : 61 minutes
- Date de sortie : France - 13 novembre 2002[1]

## Distribution
- Catherine Samie : Anna Semionovna

## Sélection
- Festival de Cannes 2002[2]